# Хури, Жизель
Жизе́ль Хури́ (араб. جيزال خوري‎; 1961, Ашрафия — 15 октября 2023, Бейрут) — ливанская журналистка, радио- и телеведущая, сценаристка,  продюсер и активистка. 
Автор и ведущая множества программ, получивших широкую известность, в том числе «Аль-Мешхед» на арабском канале BBC. 
Была замужем за ливанским журналистом Самиром Кассиром до его убийства в 2005 году. Принимала активное участие в Левом демократическом движении, одним из основателей которого был Кассир. В 2006 году основала «Фонд Самира Кассира» для распространения культуры демократии и свобод в арабском мире.

## Биография
Жизель Кази (Хури) родилась в 1961 году, в Бейруте, в районе Ашрафия. Её семья, была родом из прибрежного городка Окаибе в районе Кесруан, к северу от Бейрута.
Окончила Университет Святого Духа в Каслике, по специальности ─ история древних цивилизаций. Также она окончила факультет аудиовизуальных средств массовой информации Ливанского университета.
После смерти мужа она активно продвигала его идеи и с помощью друзей и семьи основала в 2006 году «Фонд Самира Кассира», некоммерческую организацию, целью которой является распространение культуры демократии в Ливане и арабском мире и поощрять свободы.
Затем, в 2008 году, она основала «Центр СМИ и культурной свободы SKeyes». Основная цель фонда — защита средств массовой информации и культурных свобод, он является одной из самых известных организаций, защищающих свободу выражения мнений и работающих в области развития средств массовой информации в странах Леванта.
Она вынесла проблему свободы прессы на международные форумы, что побудило Европейский Союз учредить в 2006 году «Премию Самира Кассира за свободу прессы», которая стала самой привлекательной наградой в области журналистики для арабских журналистов.

### Карьера
Свою карьеру начала в конце 1985 года в Ливанской радиовещательной корпорации (канал LBC), вела ток-шоу о культуре. В период с 1992 по 2001 год она приглашала самых видных арабских и международных политических и культурных деятелей в свою программу «Диалог всей жизни».
В 2002 году она присоединилась к арабской медиагруппе MBC и участвовала в запуске новостного канала «Аль-Арабия». 
В период с 2003 по 2013 год она представляла программу «Bil Arabi», которая представляет собой еженедельное политическое ток-шоу. В программе были представлены и обсуждались текущие события и последние политические события в арабском мире и за его пределами.
Хури писала сценарии и продюсировала документальные фильмы о самых выдающихся арабских политических деятелях, а в 2009 году вместе с журналистом и послом Сахаром Баасири основала компанию по производству документальных фильмов «Аль Рави Продакшенс». Её первой работой стала четырёхсерийная биография палестинского лидера Ясира Арафата.
В 2013 году она перешла в арабскую службу Би-би-си и создала одну из самых известных программ «Сцена», в которой брала интервью у высокопоставленных лидеров и учёных о ключевых моментах современной мировой истории и современной истории Ближнего Востока. Хури путешествовала по разным странам, чтобы встретиться с арабскими и международными деятелями и выслушать их рассказы о событиях, которые сформировали историю. Среди известных гостей её шоу были Жак Ширак, Абдалла Гуль, Абдель Азиз Бутефлика, Омар аль-Башир, Хосни Мубарак, Махмуд Аббас, Мохаммед Дахлан и другие.
В 2020 году она перешла в Sky News Arabia, чтобы стать автором и ведущей программы «С Жизелью», которая стала переломным моментом в стиле ток-шоу и разнообразии тем.
Она была избрана членом совета директоров Всемирного форума развития СМИ в период с 2016 по 2020 год и членом жюри Премии Гильермо Кано за свободу прессы, присуждаемой ЮНЕСКО.
Она умерла в своём доме в Бейруте 15 октября 2023 года, после более чем двухлетнего лечения рака.

## Награды
- 2005 ─ газета The New York Times признала её одной из восьми лучших женщин-журналистов в мире в телевизионных новостях и политических программах[4].

- 2012 ─ Орден искусств и литературы II степени[4].
- 2019 ─ Орден Почётного легиона Франции[4][7].

## Семья
- Первый муж (1981) ─ Эли Хури, фамилию которого она сохранила и после развода[3].
  - Сын ─ Марван.
  - Дочь ─  Рана.
- Второй муж ─ Самир Кассир (1960─2005) ─ ливанский журналист, общественный деятель[9].